# NHL 97
NHL 97 is een computerspel dat werd ontwikkeld en uitgegeven door Electronic Arts. Het spel kwam op 31 oktober 1996 uit voor verschillende platforms en is het vervolg op NHL 96. Met het spel kan de speler ijshockey speler. Ten opzichte van de vorige versie is het spel met name grafisch verbeterd. Ook was het de eerste versie waarmee met nationale teams gespeeld kon worden. Het perspectief van het spel is in de derde persoon.

## Platforms
| Jaar | Platform                                         |
| ---- | ------------------------------------------------ |
| 1996 | DOS, PlayStation, SNES, Sega Mega Drive, Windows |
| 1997 | SEGA Saturn                                      |

## Ontvangst
| Beoordeeld door                | Platform        | Datum           | Score |
| ------------------------------ | --------------- | --------------- | ----- |
| PC Games (Duitsland)           | Windows         | november 1996   | 93%   |
| PC Joker                       | Windows         | december 1996   | 91%   |
| The Video Game Critic          | Sega Mega Drive | 28 juni 2003    | 91%   |
| PC Joker                       | DOS             | december 1996   | 91%   |
| Gamezilla                      | Windows         | 1996            | 90%   |
| Gamezilla                      | DOS             | 1996            | 90%   |
| Adrenaline Vault, The (AVault) | Windows         | 1996            | 90%   |
| Game Players                   | PlayStation     | december 1996   | 80%   |
| PC Games                       | Windows         | december 1996   | 75%   |
| GameSpot                       | PlayStation     | 1 december 1996 | 72%   |

## Trivia
- De cover van het spel bevat een foto van ijshockeyspeler John Vanbiesbrouck, die tussen 1993 en 1998 voor Florida Panthers speelde.